# Stormalmø
Stormalmø (svensk: Stormalmö) er en metropolregion i det sydvestlige Skåne. Største by er Malmø. Stormalmø indgår i Øresundsregionen.
I EUs 15 medlemslande findes der ifølge Eurostat 196 metropolregioner. Målt på befolkningsstørrelse indtager Stormalmø en 93. plads blandt disse regioner. Hvis Hovedstadsregionen omkring København og Stormalmø var fuldt integrerede til én funktionel region, ville Øresundsregionen indtage en 17. plads. 